# Cranborne
Cranborne – wieś w Anglii, w hrabstwie Dorset, w dystrykcie (unitary authority) Dorset. Leży 44 km na północny wschód od miasta Dorchester i 141 km na południowy zachód od Londynu.